# West Bromwich
West Bromwich este un oraș în comitatul West Midlands, regiunea omonimă, Anglia. Orașul se află în districtul metropolitan Sandwell.